# Air Méditerranée
Air Méditerranée war eine französische Charterfluggesellschaft mit Sitz in Juillan bei Lourdes und Basis auf dem Flughafen Lourdes.

## Geschichte
Die Fluggesellschaft wurde 1997 als Charterfluggesellschaft gegründet und nahm den Flugbetrieb noch im selben Jahr auf. Im Zuge des Arabischen Frühlings und der Konkurrenz aus Osteuropa musste die Gesellschaft 2016 liquidiert werden.

## Hermes Airlines

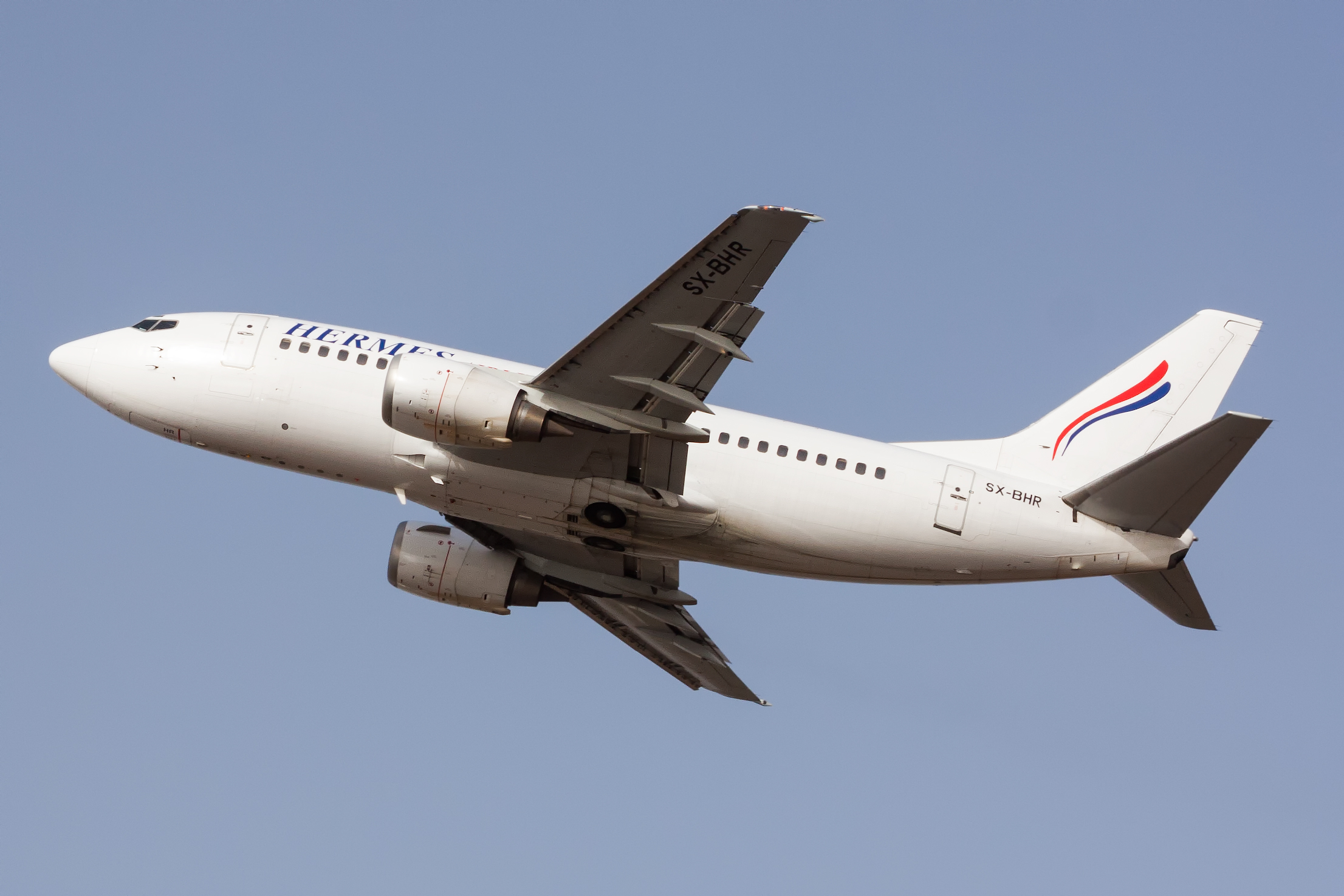
Boeing 737-500 (SX-BHR) der Hermes Airlines in Lanzarote

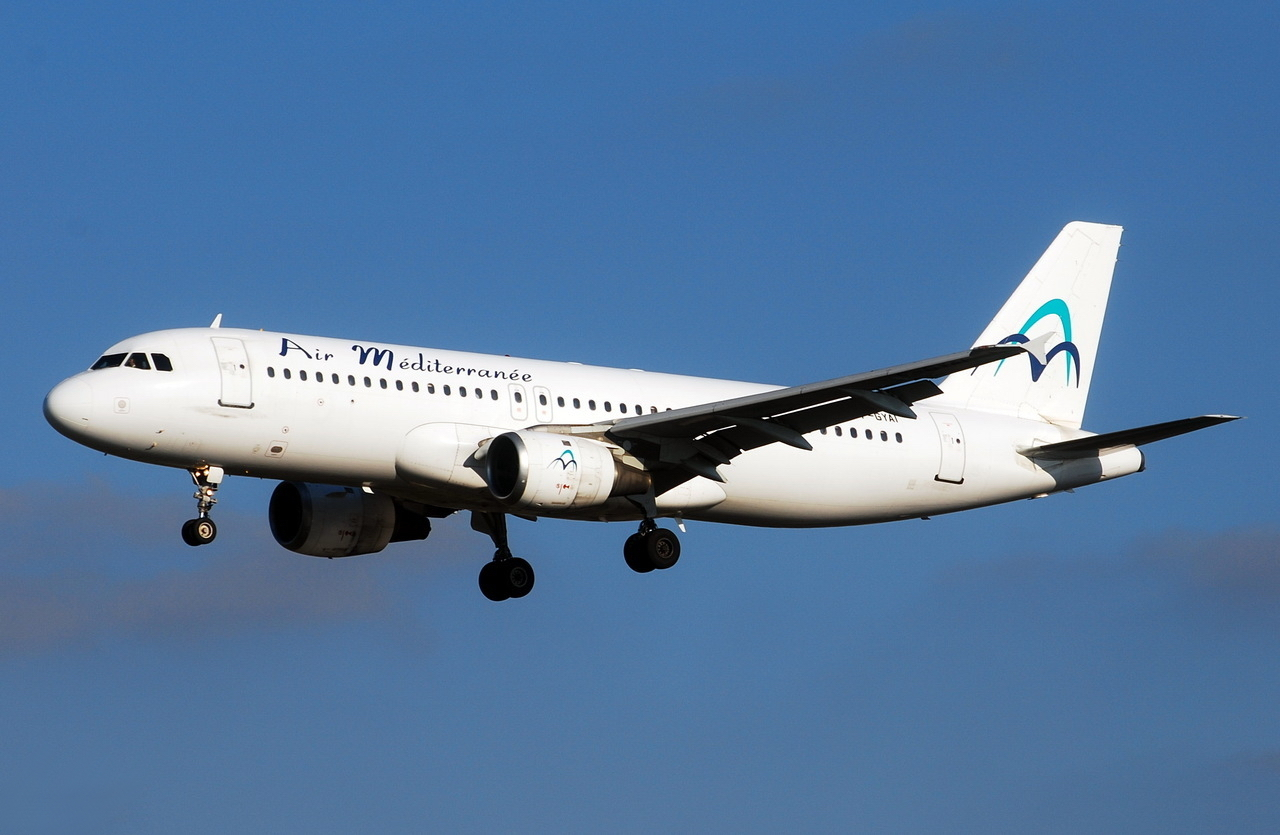
Airbus A320 der Air Méditerranée

Im Jahr 2011 wurde die Tochtergesellschaft Hermes Airlines am Flughafen Athen gegründet, um von den dort günstigeren Kostenstrukturen im Vergleich mit Frankreich zu profitieren. Begonnen wurde mit dem Betrieb einer Boeing 737-500. Bis Anfang 2012 wurden zusätzlich 2 Flugzeuge der Muttergesellschaft nach Griechenland überstellt. Im März 2012 wurde angekündigt, dass weitere 2 Flugzeuge folgen werden.

### Zwischenfälle
- Am 2. Februar 2016 kam es kurz nach dem Start eines Airbus A321-100 der griechischen Hermes Airlines, betrieben für die dschibutische Daallo Airlines (SX-BHS) zu einer Explosion. Auf dem Flug von Mogadischu mit Ziel Dschibuti zündete ein Passagier eine Bombe, deren Explosion ein Loch in die Rumpfhülle riss. Der Attentäter wurde aus der Kabine gesogen und kam ums Leben, zwei Passagiere wurden verletzt. Den Piloten gelang eine Notlandung in Mogadischu (siehe auch Daallo-Airlines-Flug 159).

## Flugziele
Air Méditerranée bediente von mehreren französischen Flughäfen aus in erster Linie Urlaubsdestinationen rund um das Mittelmeer, darunter beispielsweise Korfu, Ibiza und Marrakesch.

## Flotte
Zuletzt bestand die Flotte der Air Méditerranée aus sieben Flugzeugen:
- 5 Airbus A321-100
- 2 Boeing 737-500

Darüber hinaus wurden davor noch die folgenden Flugzeugtypen eingesetzt:
- Airbus A320
- Boeing 747
- Boeing 757